# Deutsche Handelsbank AG
Die Deutsche Handelsbank AG war eine auf die Finanzierung von Wachstumsunternehmen und Zahlungsdienstleistungen spezialisierte Bank mit Sitz in München. Das Institut hat unter anderem Onlineunternehmen wie den Brillenhändler Mr. Spex oder den Versicherungsmakler Clark finanziert.
Im Zuge einer Restrukturierung und einem strategischen Kurswechsel hat die Bank in den Jahren 2020 und 2021 ihr Geschäftsmodell zunächst von einst vier auf zwei Geschäftsfelder reduziert.
Ende 2022 gab die Deutsche Handelsbank AG ihre Banklizenz zurück und firmierte um in DKAM Capital AG.

## Geschichte
Die Deutsche Handelsbank AG (DHB) wurde 2009 von der Investmentgesellschaft Reimann Investors gegründet, hinter der Mitglieder des Familienzweigs um Günter Reimann-Dubbers der Unternehmerfamilie Reimann stehen, die sich Ende der 1990er-Jahre von ihrer Beteiligung am früheren Familienunternehmen getrennt hatten. Diese Mitglieder der Familie verfolgten mit der Gründung das Ziel, das Anlagekonzept ihres Family Offices Reimann Investors auch Dritten zugänglich zu machen. 2010 kooperierte die DHB als Banking-Service-Partner mit dem Online-Zahlungsanbieter Sofort AG (heute Sofort GmbH/Klarna). Aus dieser Kooperation entstand eine Online-Bank mit Fokus auf die Bedürfnisse von E-Commerce-Unternehmen. Mit der fortschreitenden Etablierung als Dienstleister für B2B-Zahlungsverkehr entstand 2012 der Ansatz, Startups und digitale Wachstumsunternehmen durch eine so genannte Working-Capital-Finanzierung zu unterstützen. Vor allem der Kreditbereich wurde in den Folgejahren ausgebaut. 2018 erfolgte die Abspaltung der Reimann Investors Vermögensbetreuung GmbH, zuvor Deutsche Kontor Privatbank AG, sowie die Umfirmierung der Bank zur Deutsche Handelsbank AG. Von Herbst 2019 bis Juli 2022 wurde die Deutsche Handelsbank von Frank Schlaberg geführt, der eine umfassende Restrukturierung und einen strategischen Kurswechsel des Instituts herbeiführte.
Anfang 2020 hat die Bank die Erhöhung des Grundkapitals um 2.542.373,00 EUR auf 11.842.373,00 EUR beschlossen.
Im April 2021 investierte die Deutsche Handelsbank zusammen mit Nordwind Capital und der KfW insgesamt 20 Millionen US-Dollar in das Berliner E-Commerce-Unternehmen Productsup – davon 10 Millionen US-Dollar als Venture Debt.
Im Mai 2021 wurde Thomas Emde neuer Vorsitzender des Aufsichtsrats der Deutsche Handelsbank. Er folgte auf Ulrich Bergmoser, der aus dem Aufsichtsrat ausschied.
Die Eigentümerfamilie plante Ende 2021 eine Aufspaltung oder einen Teilverkauf der Deutschen Handelsbank.
Der Jahresüberschuss betrug zum 31. Dezember 2021 944.701 Euro.
Im März 2022 ersetzte Jens Rammenzweig als Vorstand den ausgeschiedenen Gerhard Grebe.
Ende 2022 schloss die Deutsche Handelsbank AG ihre Transformation ab, gab ihre Banklizenz zurück und firmierte um in DKAM Capital AG. Unternehmenszweck ist seither die Verwaltung des eigenen Vermögens.
Im März 2023 erfolgte die formwechselnde Umwandlung der DKAM Capital AG in die DKAM Capital GmbH. Unternehmenszweck ist die Verwaltung des eigenen Vermögens, welches im Rahmen des vormaligen Betreibens von Bank- und Finanzdienstleistungen erworben wurde. Geschäftsführer ist Jens Rammenzweig.

## Deutsche Kontor Privatbank AG
Die Deutsche Kontor Privatbank AG ist seit dem Jahr 2014 Inhaberin der Marke Deutsche Handelsbank, unter der sie spezialisierte Produkte und Dienstleistungen für E-Commerce-Unternehmen und Startups anbietet. Seit dem Jahr 2018 firmiert sie unter Deutsche Handelsbank AG.